# Gedeon Michał Tryzna
Gedeon Michał Tryzna herbu Gozdawa (zm. 11 września 1652 roku) – marszałek sejmu nadzwyczajnego w Warszawie w 1634 roku, podskarbi wielki litewski w 1644 roku, podczaszy litewski w 1642 roku, krajczy litewski w 1638 roku, horodniczy grodzieński w 1637 roku, stolnik litewski w 1631 roku, podstoli litewski w 1631 roku, dworzanin Jego Królewskiej Mości, starosta brzeskolitewski w 1624 roku, starosta wasilkowski w latach 1637–1650, starosta suraski w 1646 roku, starosta mścisławski, ekonom grodzieński w latach 1637-1651, ekonom kobryński  w latach 1642-1648, ekonom mohylewski w latach 1645-1651, leśniczy nowodworski, perstuński, przełomski i rudnicki.
Poseł na sejm w 1623, 1634, 1638 roku. Poseł na sejm 1625 roku, poseł na sejm nadzwyczajny 1629 roku z powiatu słonimskiego. Był członkiem konfederacji generalnej zawiązanej 16 lipca 1632 roku. Poseł na sejm konwokacyjny 1632 roku z powiatu brzeskolitewskiego. Był elektorem Władysława IV Wazy z województwa brzeskolitewskiego w 1632 roku. Poseł na sejm zwyczajny 1637 roku.
Był członkiem konfederacji generalnej zawiązanej 31 lipca 1648 roku. W 1648 roku był elektorem Jana II Kazimierza Wazy z województwa brzeskolitewskiego, podpisał jego pacta conventa.